# Млечно
Млечно (пол. Mleczno, нім. Mlitsch) — село в Польщі, у гміні Рудна Любінського повіту Нижньосілезького воєводства.
Населення — 240 осіб (2011).
У 1975-1998 роках село належало до Легницького воєводства.

## Демографія
Демографічна структура станом на 31 березня 2011 року:
|          | Загалом | Допрацездатний вік | Працездатний вік | Постпрацездатний вік |
| -------- | ------- | ------------------ | ---------------- | -------------------- |
| Чоловіки | 119     | 34                 | 76               | 9                    |
| Жінки    | 121     | 29                 | 63               | 29                   |
| Разом    | 240     | 63                 | 139              | 38                   |